# Juan José Vallina Santos
Juan José Vallina Santos (Badajoz, 10 de setembre de 1970) és un exfutbolista i entrenador extremeny, que jugava de migcampista.
Va jugar a Primera Divisió amb el Real Burgos (11 partits a la 92/93) i amb el CD Logroñés (cap encontre a la 93/94 i un a la 94/95). També va jugar en el Reial Madrid B i el Córdoba CF.
Com a entrenador, ha dirigit al CD Cobeña, un equip madrileny.